# Ultimate Warrior Challenge Mexico
Ultimate Warrior Challenge Mexico, of kortweg UWC Mexico, is een mixed martial arts-organisatie gevestigd in Mexico, opgericht in 2009.

## Geschiedenis
Ultimate Warrior Challenge Mexico werd in februari 2009. Het eerste evenement vond plaats op 28 februari in het Tijuana Municipal Auditorium, getiteld UWC: Baja California vs. California, met talent uit deze Noord-Amerikaanse regio.
Op 30 mei 2009 werd tijdens het UWC: Furia Cachanilla-evenement de eerste UWC-kampioen bekendgemaakt. In het hoofdevenement versloeg Akbarh Arreola Adam Lehman in 49 seconden en werd daarmee de weltergewichtkampioen van het bedrijf. Het bovengenoemde evenement markeerde tevens de eerste keer in de geschiedenis van MMA dat er een vrouwengevecht plaatsvond in Mexico. Daar namen Margarita de la Cruz Ramírez en Cristina Marks, die hun professionele debuut maakten, het in een spannende strijd tegen elkaar op, waarbij Ramírez in de eerste ronde door middel van submission won.
In 2015, kort na UWC Mexico 14, stopte de organisatie om onbekende redenen met haar sportactiviteiten, waardoor haar vechters moesten overstappen naar andere nationale organisaties, zoals Xtreme Fighters Latino; sommigen van hen tekenden later bij LUX Fight League. Vier jaar gingen voorbij voordat UWC terugkeerde met UWC Mexico 20: Legacy, dat plaatsvond op 24 augustus 2019.
In januari 2024 kondigde UWC CEO Alejandro Islas de verlenging van het contract met UFC Fight Pass aan, het platform waarop de organisatie voorheen gevechten uitzond.